# Ozero Vulkovskoje
Ozero Vulkovskoje (ryska: Озеро Вульковское) är en sjö i Belarus.   Den ligger i voblasten Brests voblast, i den västra delen av landet, 190 km sydväst om huvudstaden Minsk. Ozero Vulkovskoje ligger 147 meter över havet. Arean är 0,45 kvadratkilometer. Den sträcker sig 1,3 kilometer i nord-sydlig riktning, och 0,6 kilometer i öst-västlig riktning.
Omgivningarna runt Ozero Vulkovskoje är en mosaik av jordbruksmark och naturlig växtlighet. Runt Ozero Vulkovskoje är det ganska glesbefolkat, med 36 invånare per kvadratkilometer.